# Белуши, Джон
Джон Адам Белуши (англ. John Adam Belushi; 24 января 1949 года — 5 марта 1982 года) — американский комедийный актёр, сценарист, певец.

## Биография
Сын Адама Анастоса Белуши (1919—1996) и Агнес Белуши (в девичестве Деметри Самарас) (1922—1989), старший брат актёра Джеймса Адама Белуши. Его отец эмигрировал из Албании в возрасте 15 лет, владел двумя ресторанами.
Джон родился 24 января 1949 года. Крещён в Албанской православной церкви. В 1967 году окончил Центральную среднюю школу Уитона. Белуши поступил в Висконсинский университет, штат Висконсин, но ему не удалось его окончить. В университете Джон сменил имидж пай-мальчика на образ задиры и «плохого парня», отрастил длинные волосы, у него появились проблемы с посещаемостью и поведением. Уехав из Висконсина, Джон провел следующие два года в Колледже ДюПейдж, колледже в нескольких милях от дома его родителей в Уитоне, где ныне существует стипендия его имени для одаренных актерским талантом студентов. Когда Джон оказался так близко от дома, отец начал убеждать его стать партнером в своем ресторане, но Джон по-прежнему предпочитал актерское мастерство. Посещая DuPage, Джон помог основать "West Compass Players". 
В феврале 1971 года Джон отправился в Чикаго на прослушивание в театр комедии The Second City. Его приняли, и хотя он был самым молодым членом труппы, быстро продвинулся на ведущие роли. Там Белуши познакомился и подружился с Дэном Эйкройдом, Брайаном-Дойл Мюрреем, Гарольдом Рамисом. Тогда же Джон увлёкся музыкой Джо Кокера. Результатом их дружбы и сотрудничества с Дэном Эйкройдом, также увлекавшимся блюзовой музыкой, стало создание музыкального дуэта The Blues Brothers, несколько дисков, концерты и кинофильм «Братья Блюз», ставший культовым и включенный в Национальный реестр фильмов Библиотеки конгресса США.
До "Братьев Блюз" Белуши прославился в комедийных хитах «Зверинец» Джона Лэндиса и «1941» Стивена Спилберга. Последней работой в кино талантливого комика стала черная комедия «Соседи», где он также снимался со своим лучшим другом Эйкройдом. 
В 2004 году Джон Белуши был удостоен звезды на голливудской «Аллее славы».
В 2013 году появилась информация о съёмках байопика об актёре, на главную роль был выбран Эмиль Хирш. 

### Личная жизнь
В 1976 году женился на школьной подруге Джудит Джеклин. Детей у пары не было.

## Смерть
Скончался в отеле «Шато Мармон» (Лос-Анджелес, США) утром 5 марта 1982 года от сердечного приступа, вызванного передозировкой наркотиков. Похоронен 9 марта на кладбище Эйбелз-Хилл на острове Мартас-Винъярд (штат Массачусетс). Последней, кто видел Белуши живым, оказалась его 35-летняя знакомая, некая Кэти Смит, которая заявила полиции Лос-Анджелеса о том, что в день своей смерти актер провел несколько часов с актерами Робином Уильямсом и Робертом Де Ниро. Уильямс и Де Ниро впоследствии были допрошены сотрудниками правоохранительных органов, никому из них обвинений предъявлено не было.

## Фильмография
| Год       |    | Русское название                   | Оригинальное название                                      | Роль                       |
| --------- | -- | ---------------------------------- | ---------------------------------------------------------- | -------------------------- |
| 1973      | в  | Лемминги                           | National Lampoon Television Show: Lemmings Dead in Concert | разные персонажи           |
| 1975      | мф | Тарзун, позор джунглей             | Tarzoon, la honte de la jungle                             | Крейг Бейкер               |
| 1975—1979 | с  | Субботним вечером в прямом эфире   | Saturday Night Live                                        | разные персонажи           |
| 1976      | тф | Бич Бойз: Всё ОК                   | The Beach Boys: It’s OK                                    | второй коп                 |
| 1978      | тф | Ратлз: Всё, что тебе нужно – бабки | The Rutles: All You Need Is Cash                           | Рон Деклайн                |
| 1978      | ф  | Зверинец                           | National Lampoon’s Animal House                            | Джон Блатарски             |
| 1978      | ф  | Направляясь на юг                  | Goin’ South                                                | помощник шерифа Гектор     |
| 1978      | тф | То, что мы делали прошлым летом    | Things We Did Last Summer                                  | Джейк Блюз                 |
| 1979      | ф  | Давние бойфренды                   | Old Boyfriends                                             | Эрик Катц                  |
| 1979      | ф  | Тысяча девятьсот сорок первый      | 1941                                                       | капитан «Дикий Билл» Келсо |
| 1980      | ф  | Братья Блюз                        | The Blues Brothers                                         | Джейк Блюз                 |
| 1981      | ф  | Континентальный водораздел         | Continental Divide                                         | Эрни Сучак                 |
| 1981      | ф  | Беспокойные соседи                 | Neighbors                                                  | Эрл Киз                    |

## Награды и номинации
| Награда | Год  | Категория                                                     | Название работы                  | Результат |
| ------- | ---- | ------------------------------------------------------------- | -------------------------------- | --------- |
| Эмми    | 1977 | Лучшая роль второго плана в варьете или музыкальной программе | Субботним вечером в прямом эфире | Номинация |
| Эмми    | 1977 | Лучший сценарий варьете или музыкальной программы             | Субботним вечером в прямом эфире | Победа    |
| Эмми    | 1978 | Лучшая роль второго плана в варьете или музыкальной программе | Субботним вечером в прямом эфире | Номинация |
| Эмми    | 1979 | Лучшее варьете или музыкальная программа                      | Субботним вечером в прямом эфире | Номинация |